# Estadio Giuseppe Antonelli
El Estadio Giuseppe Antonelli es un estadio de fútbol ubicado en la ciudad de Maracay e inaugurado en 1992 por Giuseppe Antonelli Ferri, de quien toma su nombre. Es el campo de la Academia San José, que es además la propietaria del recinto.
En varias oportunidades, este estadio, con capacidad para 7500 espectadores, ha servido como campo provisional de clubes de la primera división. Por ejemplo, cuando el Caracas Fútbol Club fue campeón de la Copa Bolivariana en el año 2000, lo hizo en el estadio Giuseppe Antonelli como sede. También lo hizo el Galicia de Aragua poco antes de su desaparición en el 2002. Debido a las malas condiciones que presentó el engramado del Estadio Olímpico Hermanos Ghersi Páez, para la temporada 2010-11 el Aragua Fútbol Club tuvo que ser trasladado a este estadio. Para el Torneo Apertura 2016 (Venezuela) sirvió nuevamente de sede para el Aragua Fútbol Club, debido a que el Estadio Hermanos Ghersi se encontraba en remodelación. Asimismo, en el año 2018 ha sido sede del Atlético Venezuela y del Gran Valencia Maracay Fútbol Club.